# Hugo Rodallega
Hugo Rodallega Martínez, född den 25 juli 1985 i El Carmelo,  är en colombiansk fotbollsspelare (anfallare). För närvarande spelar Rodallega i Denizlispor.

## Karriär
Rodallega inledde karriären hemma i Colombia, där han spelade för Deportes Quindío och Deportivo Cali. Rodallega såldes därefter till CF Monterrey i mexikanska ligan. Rodallega lånades först ut till FC Atlas, innan han såldes till Necaxa. År 2009 fick Rodallega ett kontrakt med Wigan Athletic i Premier League, efter att den brittiska klubben betalat Necaxa motsvarande 40 miljoner kronor för anfallaren. 
Rodallega spelade i lagets startelva säsongen 2009/2010. Han blev också en av de ordinarie spelarna i Colombias landslag. Efter att Rodallegas kontrakt med Wigan gick ut skrev han i juli 2012 på ett treårigt kontrakt med Fulham.